# 井出正徳
井出 正徳（いで まさのり）は、江戸時代初期の武士 。

## 出自
井出正徳は、井出正員の子である。正員は分家を創設し井出家（正員系）を興しており、正徳はその次代にあたる。血筋としては（ – 正直 – 正俊 – 正信 – 正員 – 正徳）となる。

## 略歴
『寛政重修諸家譜』（以下『寛政譜』）によると、以下のようにある。
寛永18年（1641年）15歳の時に初めて徳川家光に拝謁する。承応3年（1654年）2月に小姓組に列し、寛文5年（1665年）12月に家督を継ぐ。寛文9年（1669年）閏10月に勤めを賞され黄金三枚を賜る。
天和2年（1682年）6月に納戸頭となり、同年12月23日には廩米三百俵を加えられ、同27日に布衣が認められる。
元禄元年（1688年）8月、勤務よろしからざる事があったとして小普請へ降格し、出仕を停められる。翌年6月には許されるもののなお拝謁を憚り、翌3年（1690年）に許される。
元禄10年（1697年）7月に廩米を采地に改められ、伊豆国君沢郡および常陸国真壁郡の内に700石を知行される。宝永3年（1706年）7月に致仕。正徳4年（1714年）正月2日、享年88歳で死去。墓所については「高田の法輪寺に葬る。のち代々葬地とす」とある。
元禄11年（1698年）『伊豆国知行渡村々高辻覚』より、伊豆国君沢郡各地（上修善寺村・伊豆佐野村・安久村）を知行地としていることが知られる。また、同じく元禄期の郷帳でも同様である。
『寛政譜』の井出正方に「其後病者たるにより、家をつがず」とあるように、正方は家督を継がず正方の子である正矩（正徳の孫）が家督を継いだ。

## 同族絶家の問題
正徳の二男であり大宮代官であった井出正基が元禄5年（1692年）11月に死去した。正基は井出家（正俊系）を継いでいたが、正基には男子が居なかった。そのため生前、弟の正栄に井出家（正俊系）の家督を継がせることを幕府に要望していた。
しかし正基には租税滞りがあり、この家督相続は幕府に認められなかった。結果井出家（正俊系）は絶家となり、『寛政譜』には「治左衛門正基がとき罪ありて家たゆ」とある。また同時に大宮代官も解体となった。
正徳は宝永3年（1706年）7月に致仕し、孫の正矩へ家督を譲った。その際、正栄に200石を分け与えた。これは分家を創設することを意味するが、幕府はこの行いを「思慮なき」と捉えた。幕府は正基の租税滞り分を返納することを、正徳およびその孫の正矩に厳命した。一方『徳川実紀』に「次左衛門某が負金は償ひ納るに及ばずとなり」とあるように、享保4年（1719年）6月には返納が免除されている。以後、井出家（正栄系）は存続している。